# Geogarypus taylori
Geogarypus taylori es una especie de arácnido del orden Pseudoscorpionida de la familia Geogarypidae.

## Distribución geográfica
Se encuentra en Australia.